# Sporvejen i Ulricehamn
Sporvejen i Ulricehamn (Spårvägen i Ulricehamn) var en sporvej i den svenske by Ulricehamn, der anlagdes i 1909-1910. Den fik dog aldrig regulær trafik og blev fjernet i 1917.
Det var direktøren for Ulricehamns sanatorium, Per Stenman, der tog initiativet til at bygge en sporvej fra jernbanestationen via Bogesundsgatan, Grönahögsvägen og Sanatorievägen op til vintersanatoriet. Sporvejen byggedes i løbet af vinteren 1909-1910. Den var knap tre kilometer lang, havde sporvidden 1.000 mm og var enkeltsporet. Højdeforskellen mellem jernbanestationen og sanatoriet var hele 170 meter.
Årsagen til at man byggede en sporvej var at man ville gøre det lettere for sanatoriets gæster at overkomme den anstrengende vej fra stationen og op til sanatoriet. Trafikken kom imidlertid aldrig i gang. Det skyldtes blandt andet interne modsætninger i sporvejsselskabet, men først og fremmest at sporvejen af besparelsesårsager var udført utilstrækkeligt, hvilket medførte at den aldrig blev godkendt af myndighederne.
Sporvejen havde kun en sporvogn samt en bivogn eller nærmere en påhængsvogn til befordring af gods og personer. Hele anlægget solgtes i 1917. Den enlige sporvogn og kobbertråden fra køreledningen solgtes til Göteborgs Spårvägar.
Til trods for at trafikken aldrig kom i gang blev sporvejen alligevel en økonomisk succes med et ordentligt udbytte til aktionærerne efter salget. Det skyldtes blandt andet at prisen på kobber var gået op, og alene indtjeningen på det dækkede, hvad det havde kostet at anlægge hele sporvejen seks år før.